# Gregory Hugh Wannier
Gregory Hugh Wannier, švicarski fizik, * 1911, Basel, Švica, † 1983, Portland, Oregon, ZDA.

## Življenje
Wannier je med letoma 1935 in 1936 predaval na Univerzi v Ženevi. Kot podiplomski študent je med letoma 1936 in 1937 študiral na Univerzi Princeton. Poučeval je na več ameriških univerzah, nekaj časa pa je delal v industriji. Leta 1961 je odšel na Univerzo Oregona v Eugeneu.

## Delo
Razvil je ortogonalne funkcije, ki so znane kot Wannierove funkcije. Te funkcije se uporabljajo v teoriji fiziki trdne snovi. Veliko je prispeval tudi k razvoju Isingovega modela (teorija feromagnetizma), ki se imenuje po nemškem fiziku Ernstu Isingu (1900–1998).
Objavil je več pomembnih člankov o značilnostih kristalov, delal s podiplomskimi študenti in gostujočimi profesorji. Objavil je učbenik o fiziki trdne snovi in statistični mehaniki.